# Пресідіо (Техас)
Пресідіо (англ. Presidio) — місто (англ. city) в США, в окрузі Пресидіо штату Техас. Населення — 3264 особи (2020).

## Географія
Місто Пресідіо розташоване на крайньому південному заході штату Техас, на його кордоні з Мексикою, і лежить навпроти мексиканського міста Охінага. Пресідіо входить в однойменний округ (Пресідіо), адміністративним центром якого є місто Марфа. Місто Пресідіо розташоване на північному березі річки Ріо-Гранде, поблизу національних парків Біг-Бенд та Форт-Літон.
Пресідіо розташоване за координатами 29°33′37″ пн. ш. 104°21′55″ зх. д. / 29.56028° пн. ш. 104.36528° зх. д. (29.560360, -104.365321).  За даними Бюро перепису населення США в 2010 році місто мало площу 6,66 км², уся площа — суходіл.

### Клімат
| Клімат : Пресідіо                                                   | Клімат : Пресідіо | Клімат : Пресідіо | Клімат : Пресідіо | Клімат : Пресідіо | Клімат : Пресідіо | Клімат : Пресідіо | Клімат : Пресідіо | Клімат : Пресідіо | Клімат : Пресідіо | Клімат : Пресідіо | Клімат : Пресідіо | Клімат : Пресідіо | Клімат : Пресідіо |
| Показник                                                            | Січ.              | Лют.              | Бер.              | Квіт.             | Трав.             | Черв.             | Лип.              | Серп.             | Вер.              | Жовт.             | Лист.             | Груд.             | Рік               |
| Абсолютний максимум, °C                                             | 31,1              | 35,0              | 40,6              | 41,1              | 45,6              | 47,2              | 46,7              | 45,6              | 44,4              | 39,4              | 35,0              | 31,1              | 47,2              |
| Середній максимум, °C                                               | 19,6              | 23,3              | 27,7              | 32,3              | 36,3              | 39,2              | 38,4              | 37,7              | 34,9              | 30,7              | 24,3              | 19,7              | 30,3              |
| Середня температура, °C                                             | 10,2              | 13,4              | 17,3              | 22,1              | 26,6              | 30,5              | 30,6              | 29,9              | 27,1              | 21,9              | 14,9              | 10,5              | 21,2              |
| Середній мінімум, °C                                                | 0,8               | 3,5               | 7,0               | 11,8              | 16,9              | 21,8              | 22,8              | 22,1              | 19,2              | 13,1              | 5,5               | 1,3               | 12,2              |
| Абсолютний мінімум, °C                                              | −15,6             | −13,9             | −6,7              | −3,9              | 1,1               | 10,0              | 15,0              | 14,4              | 5,6               | −2,8              | −10,6             | −12,2             | −15,6             |
| Норма опадів, мм                                                    | 10                | 8                 | 5                 | 8                 | 16                | 31                | 39                | 36                | 38                | 23                | 10                | 11                | 235               |
| Днів з опадами                                                      | 2                 | 2                 | 1                 | 1                 | 3                 | 4                 | 6                 | 5                 | 4                 | 3                 | 2                 | 2                 | 35                |
| ------------------------------------------------------------------- | ----------------- | ----------------- | ----------------- | ----------------- | ----------------- | ----------------- | ----------------- | ----------------- | ----------------- | ----------------- | ----------------- | ----------------- | ----------------- |
| Джерело: Western Regional Climate Center, Desert Research Institute |                   |                   |                   |                   |                   |                   |                   |                   |                   |                   |                   |                   |                   |

## Демографія
Згідно з переписом 2010 року, у місті мешкало 4426 осіб у 1473 домогосподарствах у складі 1105 родин. Густота населення становила 664 особи/км².  Було 1756 помешкань (264/км²).
Расовий склад населення:
| - 84,9 % — білих - 1,7 % — азіатів - 0,6 % — чорних або афроамериканців - 0,4 % — корінних американців - 11,0 % — осіб інших рас |

До двох чи більше рас належало 1,5 %. Частка іспаномовних становила 93,8 % від усіх жителів.
За віковим діапазоном населення розподілялося таким чином: 32,6 % — особи молодші 18 років, 51,1 % — особи у віці 18—64 років, 16,3 % — особи у віці 65 років та старші. Медіана віку мешканця становила 36,0 року. На 100 осіб жіночої статі у місті припадало 92,5 чоловіків;  на 100 жінок у віці від 18 років та старших — 84,5 чоловіків також старших 18 років.
Середній дохід на одне домашнє господарство  становив 33 230 доларів США (медіана — 25 668), а середній дохід на одну сім'ю — 41 971 долар (медіана — 35 154). Медіана доходів становила 31 140 доларів для чоловіків та 29 151 долар для жінок. За межею бідності перебувало 24,3 % осіб, у тому числі 32,5 % дітей у віці до 18 років та 45,4 % осіб у віці 65 років та старших.
Цивільне працевлаштоване населення становило 1443 особи. Основні галузі зайнятості: освіта, охорона здоров'я та соціальна допомога — 39,8 %, транспорт — 9,2 %, сільське господарство, лісництво, риболовля — 8,3 %, будівництво — 7,7 %.